# Isono Nobuhisa
Nobuhisa Isono (sinh ngày 8 tháng 1 năm 1974) là một cầu thủ bóng đá người Nhật Bản.

## Sự nghiệp câu lạc bộ
Nobuhisa Isono đã từng chơi cho Yokohama Marinos và Mito HollyHock.